# Piliocalyx eugenioides
Piliocalyx eugenioides là một loài thực vật có hoa trong Họ Đào kim nương. Loài này được Guillaumin miêu tả khoa học đầu tiên năm 1938.